# Bradford Creek
Bradford Creek är ett vattendrag i provinsen British Columbia i Kanada.  Det ligger norr om samhället Kimberley i sydöstra delen av provinsen. Bradford Creek rinner från sina källor vid Mount Bradford norrut till mynningen i Skookumchuck Creek. Vattendraget namngavs 1957 i tillsammans med Mount Bradford till minne av RCAF-soldaten Gerald Ward Bradford som dödades i Andra världskriget.